# Nick Timoney

a Compétitions nationales et continentales officielles uniquement.

b Matchs officiels uniquement.
Dernière mise à jour le 29 octobre 2023.
Nick Timoney, né le 1er août 1995 à Dublin (Irlande), est un joueur international irlandais de rugby à XV jouant aux postes de troisième ligne centre et troisième ligne aile à l'Ulster en United Rugby Championship depuis 2017.

## Biographie

### Jeunesse et formation
Nick Timoney naît le 1er août 1995 à Dublin, en Irlande. Dans sa jeunesse, il joue au rugby au Blackrock College, dans sa ville natale, avec qui il remporte la Leinster Schools Rugby Senior Cup (en) en 2013. Il est également le capitaine de l'équipe en 2014,. Il joue ensuite pour le St. Mary's College RFC, en division 1A du Championnat d'Irlande durant la saison 2014-2015. En parallèle, il jouait dans les équipes de jeunes du Leinster, jusqu'en moins de 20 ans. Cependant le Leinster ne lui propose pas une place dans son centre de formation. Il refuse alors une offre de la Section paloise pour s'engager avec l'Ulster, où il signe un contrat de deux ans à partir de la saison 2015-2016,.

### Carrière en province
Nick Timoney fait ses débuts professionnels le 7 avril 2017, à l'occasion de la 19e journée de Pro12 de la saison 2016-2017. Il entre en jeu à la place de Roger Wilson dans un match nul 24-24 contre Cardiff. Il joue au total trois matchs pour sa première saison.
La saison suivante, en 2017-2018, il se révèle et gagne beaucoup de temps de jeu. Il joue ainsi vingt matchs toutes compétitions confondues, dont dix-sept en tant que titulaire et marque cinq essais. Il réalise également 222 plaquages. Ces bonnes performances lui permettent d'être élu Young Player of the Year (jeune joueur de l'année) et Academy Player of the Year (joueur du centre de formation de l'année) lors des Ulster Rugby Awards. À la fin de cette saison, il signe également son premier contrat professionnel.
En 2018-2019, il joue 27 matchs et réalise 303 plaquages, soit le meilleur total de son équipe durant la saison.
Durant la saison 2019-2020, l'Ulster est quart de finaliste de la Coupe d'Europe, éliminé par le Stade toulousain. Toutefois, la province atteint la finale du Pro14. Durant ce match, face au Leinster, Nick Timoney débute sur le banc des remplaçants, puis remplace Marcell Coetzee à la 47e minute. Cependant, son équipe est battue sur le score de 27 à 5,. Il joue au total quatorze matchs toutes compétitions confondues cette saison et marque deux essais.
Après le départ de Marcell Coetzee en fin de la saison 2020-2021, Timoney devient un titulaire indiscutable en troisième ligne centre à l'Ulster. Avec l'arrivée du troisième ligne centre international sud-africain Duane Vermeulen à partir de la saison 2021-2022, il est repositionné au poste de troisième ligne aile. Au mois de février 2022, il est désigné capitaine de l'Ulster pour la première fois de sa carrière, à l'occasion d'une rencontre face aux Scarlets. Deux mois plus tard, il fait sa centième apparition avec sa province lors d'un match de Coupe d'Europe face au Stade toulousain. À la fin de cette saison, il est nommé dans l'équipe type du United Rugby Championship.

### Carrière internationale
Nick Timoney est dans un premier temps international irlandais des moins de 20 ans. Il est sélectionné pour le Tournoi des Six Nations des moins de 20 ans 2015, durant lequel il joue tous les matchs dont deux en tant que titulaire. Quelques mois plus tard, il est de nouveau appelé en sélection pour le Championnat du monde junior de la même année.
Durant l'été 2017, il est sélectionné en équipe d'Irlande de rugby à sept pour le Seven's Grand Prix Series 2017. Il participe aux quatre étapes et remporte notamment celle de Moscou, jouant vingt-quatre matchs et marquant sept essais, soit trente-cinq points.
À l'issue de la saison 2020-2021, il est convoqué pour la première fois en équipe d'Irlande, pour la tournée d'été. Il connaît sa première cape à cette occasion, lors d'un test international contre les États-Unis le 10 juillet 2021. Il est titularisé en troisième ligne aux côtés de Caelan Doris et Gavin Coombes et marque un essai, permettant aux Irlandais de s'imposer 71-10,. Quelques mois plus tard, en novembre 2021, il est de nouveau appelé avec le XV du Trèfle, afin de jouer les tests internationaux d'automne. Il ne joue qu'une seule rencontre, face à l'Argentine.
Il est ensuite sélectionné pour le Tournoi des Six Nations 2022, mais ne participe à aucune rencontre. Il est également appelé pour la tournée d'été 2022 en Nouvelle-Zélande où il ne joue toujours aucun match. Un an après sa dernière cape, il est de nouveau sélectionné pour participer aux matchs internationaux d'automne en novembre 2022 . Il est titularisé et marque un doublé dans une victoire 35 à 17 face aux Fidji.
Puis, il est appelé pour la quatrième journée du Tournoi des Six Nations 2023, face à l'Écosse, mais n'est finalement pas retenu sur la feuille de match.
En janvier 2024, il est sélectionné pour le Tournoi des Six Nations.

## Statistiques

### En province
| Saison         | Club           | Championnat               | Championnat | Championnat | Coupe d'Europe     | Coupe d'Europe | Coupe d'Europe |
| Saison         | Club           | Compétition               | Matchs      | Essais      | Compétition        | Matchs         | Essais         |
| -------------- | -------------- | ------------------------- | ----------- | ----------- | ------------------ | -------------- | -------------- |
| 2016-2017      | Ulster         | Pro12                     | 3           | -           | Coupe d'Europe     | -              | -              |
| 2017-2018      | Ulster         | Pro14                     | 15          | 4           | Coupe d'Europe     | 5              | 1              |
| 2018-2019      | Ulster         | Pro14                     | 21          | 2           | Coupe d'Europe     | 6              | -              |
| 2019-2020      | Ulster         | Pro14                     | 11          | 2           | Coupe d'Europe     | 3              | -              |
| 2020-2021      | Ulster         | Pro14                     | 9           | 3           | Coupe d'Europe     | 1              | -              |
| 2020-2021      | Ulster         | Pro14 Rainbow Cup         | 4           | -           | Challenge européen | 3              | 1              |
| 2021-2022      | Ulster         | United Rugby Championship | 18          | 7           | Coupe d'Europe     | 6              | 1              |
| 2022-2023      | Ulster         | United Rugby Championship | 15          | 3           | Champions Cup      | 5              | -              |
| 2023-2024      | Ulster         | United Rugby Championship | 2           | -           | Champions Cup      |                |                |
| Total Leinster | Total Leinster | Total Leinster            | 98          | 21          | Coupe d'Europe     | 29             | 3              |

### Internationales

#### Équipe d'Irlande des moins de 20 ans
Nick Timoney a disputé huit matchs avec l'équipe d'Irlande des moins de 20 ans en une saison, prenant part à une édition du Tournoi des Six Nations des moins de 20 ans en 2015 et à une édition du Championnat du monde junior en 2015. Il n'a pas inscrit d'essais.

#### Équipe d'Irlande à sept
Nick Timoney compte 24 sélections en équipe d'Irlande de rugby à sept pour 7 essais marqués, soit 35 points.
| Saison    | Compétition                        | Matchs | Points | Essais |
| --------- | ---------------------------------- | ------ | ------ | ------ |
| 2016-2017 | Seven's Grand Prix Series Moscou   | 6      | 10     | 2      |
| 2016-2017 | Seven's Grand Prix Series Lodz     | 6      | 10     | 2      |
| 2016-2017 | Seven's Grand Prix Series Clermont | 6      | 10     | 2      |
| 2016-2017 | Seven's Grand Prix Series Exeter   | 6      | 5      | 1      |
| Total     | Total                              | 24     | 35     | 7      |

#### Équipe d'Irlande
Nick Timoney compte trois trois sélections en équipe d'Irlande, pour trois essais inscrits, soit quinze points.
| Année | Compétition | Matchs | Points | Essais |
| ----- | ----------- | ------ | ------ | ------ |
| 2021  | Test matchs | 2      | 5      | 1      |
| 2022  | Test matchs | 1      | 10     | 2      |
| Total | Total       | 3      | 15     | 3      |

| Numéro | Date             | Lieu                  | Adversaire | Compétition | Résultat | Score |
| ------ | ---------------- | --------------------- | ---------- | ----------- | -------- | ----- |
| 1      | 10 juillet 2021  | Aviva Stadium, Dublin | États-Unis | Test match  | Victoire | 71-10 |
| 2      | 12 novembre 2022 | Aviva Stadium, Dublin | Fidji      | Test match  | Victoire | 35-17 |
| 3      | 12 novembre 2022 | Aviva Stadium, Dublin | Fidji      | Test match  | Victoire | 35-17 |

## Palmarès

### En province
- Ulster
  - Finaliste du Pro14 en 2020

### Distinctions personnelles
- Membre de l'équipe type du United Rugby Championship en 2022.